# غوردون روس
غوردون روس (بالإنجليزية: Gordon Ross)‏ (و. 1978  م) هو لاعب اتحاد الرغبي اسكتلندي، ولد في إدنبرة، مركز لعبه هو رامي متوسط ‏.

## التعليم
تعلم في George Heriot's School ‏.

## روابط خارجية
- غوردون روس على موقع دوري الرغبي الممتاز (الإنجليزية)
- غوردون روس عل موقع إسبنسكروم (الإنجليزية)
- غوردون روس على موقع ItsRugby.co.uk (الإنجليزية)